# 자크 티츠
자크 티츠(프랑스어: Jacques Tits IPA: [ʒɑk tits], 1930년 8월 12일~2021년 12월 5일)는 벨기에 태생의 수학자이다. 군론에 공헌하였다.

## 생애

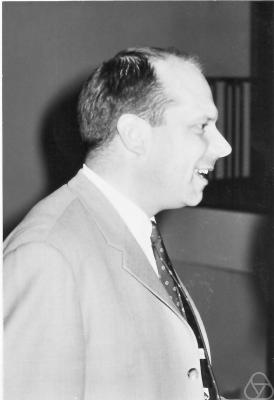
티츠(1967년 사진)

1930년 8월 12일 벨기에 위클에서 태어났다. 아버지 레옹 티츠(프랑스어: Léon Tits)는 수학 교수였으며, 어머니는 루이자(프랑스어: Louisa)였다. 14세 때 이미 대학 입학 시험을 준비하는 학생들에게 수학을 과외 강의하였다.:471
브뤼셀 자유 대학교에 입학하여, 1950년에 군론에 대한 논문으로 박사 학위를 취득하였다. 1956년부터 1962년까지 브뤼셀 자유 대학교 조교로 일하였으며, 1956년 9월 8일에 역사학자:478 마리잔 디외에드(프랑스어: Marie-Jeanne Dieuaide)와 결혼하였다.
1962년에 브뤼셀 자유 대학교 교수로 승진하였다. 1964년에 본 대학교 교수로 이전하였다. 1973년에 콜레주 드 프랑스의 수학 교수가 되었으며, 1974년에 프랑스 국적을 취득했다.
1979년에 프랑스 과학 아카데미 회원이 되었다. 1995년에 레종 도뇌르 훈장을 수여받았다. 2000년에 콜레주 드 프랑스에서 은퇴하였으며, 프랑스어 뢰벤 가톨릭 대학교(프랑스어: Université catholique de Louvain)의 샤를장 드 라 발레푸생 석좌 교수가 되었다. 2008년에 존 그리그스 톰프슨과 함께 아벨상을 수상하였다.
프랑스어와 영어 외에도 약간의 러시아어와 중국어를 구사한다.:478

## 저서
- Tits, Jacques (1964). “Algebraic and abstract simple groups”. 《Annals of Mathematics》. Second Series 80 (2): 313–329. doi:10.2307/1970394. ISSN 0003-486X. JSTOR 1970394. MR 0164968.
- Tits, Jacques (1974). 《Buildings of spherical type and finite BN-pairs》. Lecture Notes in Mathematics, Vol. 386 386. Berlin, New York: Springer-Verlag. doi:10.1007/978-3-540-38349-9. ISBN 978-3-540-06757-3. MR 0470099.[2]
- Tits, Jacques; Weiss, Richard M. (2002). 《Moufang polygons》. Springer Monographs in Mathematics (영어). Springer-Verlag. doi:10.1007/978-3-662-04689-0. ISBN 978-3-540-43714-7. ISSN 1439-7382. MR 1938841.
- J. Tits, Oeuvres - Collected Works, 4 vol., Europ. Math. Soc., 2013. J. Tits, Résumés des cours au Collège de France, S.M.F., Doc.Math. 12, 2013.